# Нецитумумаб
Нецитумумаб — лекарственный препарат, противоопухолевое моноклональное антитело для лечения рака легких. Одобрен для применения: США (2015).

## Механизм действия
Связывается с EGFR.

## Показания
метастатический немелкоклеточный рак легких. Применяется в комбинации с гемцитабином и цисплатином

## Беременность
Женщины детородного возраста во время лечения и 3 мес. после него должны использовать методы контрацепции.

## Способ применения
внутривенная инфузия.